# Barbara Duda-Biernacka
Barbara Duda-Biernacka (ur. 10 grudnia 1963) – polska doktor habilitowana nauk o kulturze fizycznej, prorektorka Akademii Wychowania Fizycznego i Sportu im. Jędrzeja Śniadeckiego w Gdańsku (2016–2024).

## Życiorys
Ukończyła biologię w Wyższej Szkole Pedagogicznej w Słupsku (1987) oraz teologię na Akademii Teologii Katolickiej w Warszawie (1997). Doktorat nauk medycznych w zakresie biologii medycznej uzyskała w 1997 w Akademii Medycznej w Gdańsku na podstawie pracy Morfologia zatoki wieńcowej w sercach ludzkich i innych ssaków (promotor: Marek Grzybiak). Habilitowała się z nauk o kulturze fizycznej w 2012 w Akademii Wychowania Fizycznego we Wrocławiu, przedstawiając monografię Aktywność, sprawność i wydolność fizyczna a komponenty morfologiczne u osób w wieku średnim.
Zawodowo związana z gdańską AWF: w Zakładzie Anatomii i Antropologii jako asystentka (1988–1997), adiunktka (1997–2009), starsza wykładowczyni (2009–2012) i profesor nadzwyczajna (od 2012). Pełni lub pełniła liczne funkcje na uczelni. W latach 1999–2000 kierowniczka Katedry Anatomii i Antropologii, następnie Zakładu Anatomii (2002–2007) oraz Zakładu Anatomii i Antropologii (2007–2008, od 2012). Od 2014 była prodziekanem ds. Studiów Stacjonarnych, następnie w latach 2016–2024 prorektorem ds. jakości kształcenia i rozwoju Akademii Wychowania Fizycznego i Sportu im. Jędrzeja Śniadeckiego w Gdańsku.
Jej zainteresowania naukowe obejmowały początkowo przede wszystkim: paleopatologię; kardioanatomię i jakość życia u chorych z przebytym zawałem mięśnia sercowego; zachowania zdrowotne uczniów i studentów. Później objęły także: pozytywne mierniki zdrowia w kontekście komponentów morfologicznych u osób w wieku średnim i starszym.
Współpracuje m.in. z Międzynarodową Federacją Towarzystwa Anatomicznego i Europejską Federacją Morfologii Eksperymentalnej. Członkini Komitetu Antropologii Wydziału II Nauk Biologicznych PAN.

## Odznaczenia
- Brązowy Krzyż Zasługi (2005)
- Medal Komisji Edukacji Narodowej (2012)

## Wybrane publikacje
- Barbara Duda-Biernacka, Aktywność, sprawność i wydolność fizyczna a komponenty morfologiczne u osób w wieku średnim, Gdańsk: Wydawnictwo Uczelniane Akademii Wychowania Fizycznego i Sportu, 2009, s. 162, ISBN 978-83-89227-34-8.